# 안몽윤 묘역
안몽윤 묘역은 대한민국 경기도 용인시 처인구 삼가동에 있다. 2017년 1월 24일 용인시의 향토문화재 제69호로 지정되었다.

## 지정 취지
안몽윤 묘역 내에는 순원부원군 안몽윤 묘와 그의 아들 순원군 안응창 묘가 위치한다. 무덤의 양식과 석물 구성이 임진왜란 후 사대부 무덤의 전형적인 형태를 보이고 있어 향토문화 연구와 보존을 위한 중요한 자료이므로 향토유적으로 지정한다.